# Diagnose
Een diagnose (uit het Grieks: διά-, diá-, door- en γνώσις, gnósis, kennis of oordeel → het nauwkeurig leren kennen) is een beschrijving van de waargenomen verschijnselen, kenmerken, klachten of symptomen, onderscheidingscriteria en hun samenhang en veel gevallen ook de oorzaak. Het diagnose stellen of diagnosticeren volgt na medisch onderzoek.
Diagnosen worden in het dagelijks leven door iedereen gesteld (zal wel een griepje zijn), maar in een meer formele context - vooral als er juridische, financiële of andere gevolgen aan verbonden zijn - is diagnostiek voorbehouden aan gekwalificeerde personen die zich beroepsmatig met gezondheidszorg bezighouden, vooral artsen. Het stellen van een diagnose door anderen is niet verboden; ook zonder officiële diagnose kan worden overgegaan tot zelfmedicatie met geneesmiddelen van een drogisterij.
De diagnose geeft een hypothese, een oordeel van de arts weer en het kan met het verloop van de tijd nodig zijn dit oordeel te herzien.

## Diagnostisch proces
Voordat een arts een diagnose stelt moet deze zoveel mogelijk relevante informatie verzamelen. Soms kan pas onderzoekend worden vastgesteld wat relevante informatie is. Informatie wordt relevant in het licht van een hypothese.
Tot relevante informatie kan behoren:
- De symptomen van de ziekte. Daartoe wordt gerekend:
  - De klachten die de patiënt noemt, zoals buikpijn, koorts.
  - Zichtbare, hoorbare en voelbare verschijnselen, bijvoorbeeld: huiduitslag, een ruis in de longen, een knobbeltje.
- De medische voorgeschiedenis van de patiënt; relevante omstandigheden uit het leven van de patiënt, bijvoorbeeld:
  - Werkt de patiënt met bepaalde giftige stoffen?
  - Is de patiënt onlangs in de tropen geweest?
- Laboratoriumonderzoek aan lichaamsvocht of weefsel van de patiënt, bijvoorbeeld door te onderzoeken of de samenstelling van bloed en urine is veranderd (klinisch chemisch onderzoek). Microscopisch onderzoek van weefsel zoals na het nemen van een biopsie, een kweek om ziekteverwekkende bacteriën op te sporen en te determineren. Een ziekte kan soms herkend worden door de ophoping van bepaalde eiwitten, zouten of cellen of aan de aanwezigheid van bepaalde antistoffen in het bloed.
- Beeldvormend onderzoek, bijvoorbeeld een röntgenfoto.
- Waarnemingen tijdens een kijkoperatie of een gewone operatie.
- De reactie van de patiënt op bepaalde (proef-)behandeling of medicijnen.

Lukt het niet een duidelijke, eenduidige diagnose te stellen, kan een doorverwijzing zinvol zijn, zoals naar een specialist voor nadere diagnostiek.
Naarmate het medisch proces vordert, ontstaat er vaak een lijstje van mogelijkheden - indien niet expliciet, dan wel in het hoofd van de arts - die zal proberen de elementen van dit lijstje te bevestigen of uit te sluiten door meer informatie te verzamelen en onderzoek te doen. Zolang er nog meer dan een mogelijkheid is spreekt men wel van een differentiële diagnose.
Hoewel het in veel medische leerboeken voorgesteld wordt of de arts eerst onbevooroordeeld alle informatie verzamelt en dan pas gaat nadenken en hypothesen opstellen, is dit in werkelijkheid niet het geval. Al vanaf de eerste woorden van de patiënt, vaak al door de manier waarop iemand loopt, kijkt of praat, begint de arts hypothesen te vormen. De informatie die de arts verzamelt, wordt sterk bepaald door de hypothese die deze al in het hoofd heeft - zo zal, als de patiënt zich met braken presenteert de arts als deze aan een buikgriep denkt meestal eerst naar diarree willen informeren, maar als de patiënt op zijn hoofd gevallen is eerst naar de pupilreacties willen kijken. Vragen worden gesteld naar aanleiding van de diagnose die op dat moment het meest waarschijnlijk lijkt en dit is een van de meest voorkomende oorzaken van verkeerde diagnosen - te vroeg inzoomen op de eerste mogelijkheid die zich presenteert.

## Doel
Een diagnose richt zich op drie aspecten:
- Bij een diagnose hoort een bepaalde prognose: een oordeel over het te verwachten beloop.
- Na het stellen van de diagnose is het in de meeste gevallen mogelijk een behandeling in te stellen of daarvoor naar een ander te verwijzen (bijvoorbeeld een fysiotherapeut of specialist).
- In vele, maar lang niet alle, gevallen is met het stellen van een diagnose ook de oorzaak van de ziekte bekend.

Soms overlappen de behandeling en het stellen van de diagnose elkaar. Bijvoorbeeld, als de arts vermoedt dat de patiënt aan een kwaal lijdt waartegen een bepaald medicijn vrijwel 100% succes biedt, dan kan dat medicijn voorgeschreven worden om vervolgens af te wachten of het helpt. Dit is diagnostiek ex iuvantibus (therapeutische diagnose).

## Nagestreefde effecten
Een diagnose kan bij de patiënt de basis vormen voor verwerking, ondersteuning en leren.
- Het verwerkingsproces van een ernstige diagnose kan heel wat tijd vergen, zowel voor de gediagnosticeerde als zijn omgeving. Voor de verwerking is vooral de erkenning van de diagnose door de nabije omgeving (ouders, partner) heel belangrijk.
- Betalende instanties eisen een diagnose om een behandeling te starten of om de vraag naar ondersteuning (financieel, materieel, psychologisch) te staven.
- De diagnose bevestigt dat het gaat om een probleem dat zo belangrijk is dat het andere beperkingen in de schaduw stelt bij de ondersteuning. De patiënt krijgt een gelegitimeerde ziekterol. Na verfijning van de diagnose vormt deze vaak de basis voor een al dan niet bewust uitgetekend leer- of genezingsprogramma voor het individu en eventueel de omgeving.
- Door het stellen van een diagnose bij symptomen en het benoemen ervan, kan een patiënt zich meer begrepen voelen en de erkenning ervaren als een vorm van controle over de ervaren symptomen. Tevens kan dit het vertrouwen van de patiënt in de hulpverlener vergroten. Dit wordt ook wel het repelsteeltje-effect genoemd.[5][6][7][8]

## Betrouwbaarheid
In wetenschappelijk onderzoek is aangetoond dat een huisarts bij een patiënt met een echte ziekte, zoals galstenen, bloedarmoede of een maagzweer, na 1 consult slechts in ongeveer 50% van de gevallen een volledig juiste diagnose stelt. Internisten scoorden met 54% overigens niet duidelijk beter. Bij obducties moet de klinische diagnose die voor het overlijden gesteld was vaak worden herzien en blijkt in een niet te verwaarlozen percentage zelfs helemaal fout te zijn geweest. Zo bleek in een onderzoek van 2006, waarbij van in het ziekenhuis overleden patiënten de klinische doodsoorzaak zoals vermeld op het overlijdensformulier werd vergeleken met de resultaten van obductie daarna, de helft (25 van 52) van de hartinfarcten te zijn gemist en was in 9 van 36 gevallen ten onrechte de diagnose hartinfarct gesteld. In een ander groot onderzoek (2479 obducties) werd bij 39,7% van de gevallen een belangrijke onverwachte bevinding gedaan die bijgedragen had aan de dood van de patiënt.

## Verschillende niveaus
Vele diagnoses, vooral psychiatrische, staan regelmatig ter discussie vanwege het ontbreken van wetenschappelijke onderbouwing van oorzakelijke verbanden tussen fysiologische processen en waargenomen psychiatrische symptomen. Voor een diagnose is overigens geenszins nodig dat een ziektebeeld ook begrepen wordt; een syndroomdiagnose is gebaseerd op het samengaan van diverse symptomen. Meestal verandert de inhoud van een diagnose op sluipende wijze in de loop van de decennia: beginnend met een symptoombeschrijving verschuift de betekenis naarmate de kennis toeneemt naar het aanwezig zijn van onderliggende mechanismen, veroorzakers of afwijkingen. Tyfus was ooit niet veel meer dan ijlkoorts; tegenwoordig is er een aantal ziekten met verschillende verwekkers die ook verschillende namen hebben gekregen (vlektyfus, buiktyfus, paratyfus A en paratyfus B).

## Menselijk gedrag
De term diagnose wordt ook buiten de geneeskunde gebruikt voor het proces van onderzoek, waaraan conclusies moeten worden verbonden; bijvoorbeeld in de psychodiagnostiek, of het onderzoek naar leerstoornissen, gedragsstoornissen.

## Techniek
Ook het zoeken naar fouten in de werking van apparaten wordt diagnostiek genoemd, bijvoorbeeld het diagnose-centrum voor tweedehandswagens.